# Pista Radial Bolívar
La Pista Radial Bolívar es una vía urbana importante ubicada en el Distrito I del municipio de Managua, Nicaragua. Se trata de una vía radial que conecta la histórica Avenida Bolívar con la moderna Pista Benjamín Zeledón, facilitando la conexión entre el centro histórico y el sureste de la capital
.

## Trazado
Comienza en el cruce con la Avenida Bolívar, en las inmediaciones del Parque Central de Managua y la Policlínica Nicaragüense. Desde allí se dirige en dirección este, atravesando sectores institucionales, residenciales y comerciales, hasta desembocar en la Pista Benjamín Zeledón.

## Características
Carretera asfaltada de doble carril por sentido.
Señalización vial horizontal y vertical.
Paradas de autobús y zonas peatonales.

## Transporte público
La pista es servida por diversas rutas del sistema de transporte colectivo de Managua, como las rutas 102, 104, 118, 158, 195 y 262, que la recorren parcialmente o cruzan sus intersecciones principales.

## Importancia urbana
Esta pista juega un rol estratégico al integrar zonas clave de la capital, siendo utilizada por vehículos particulares, buses y motocicletas. Su conexión directa con la Pista Benjamín Zeledón y otras pistas radiales como la Pista Suburbana y Pista Juan Pablo II la convierten en un eje fundamental para el desarrollo vial del centro y sureste de Managua.